# Abuso económico

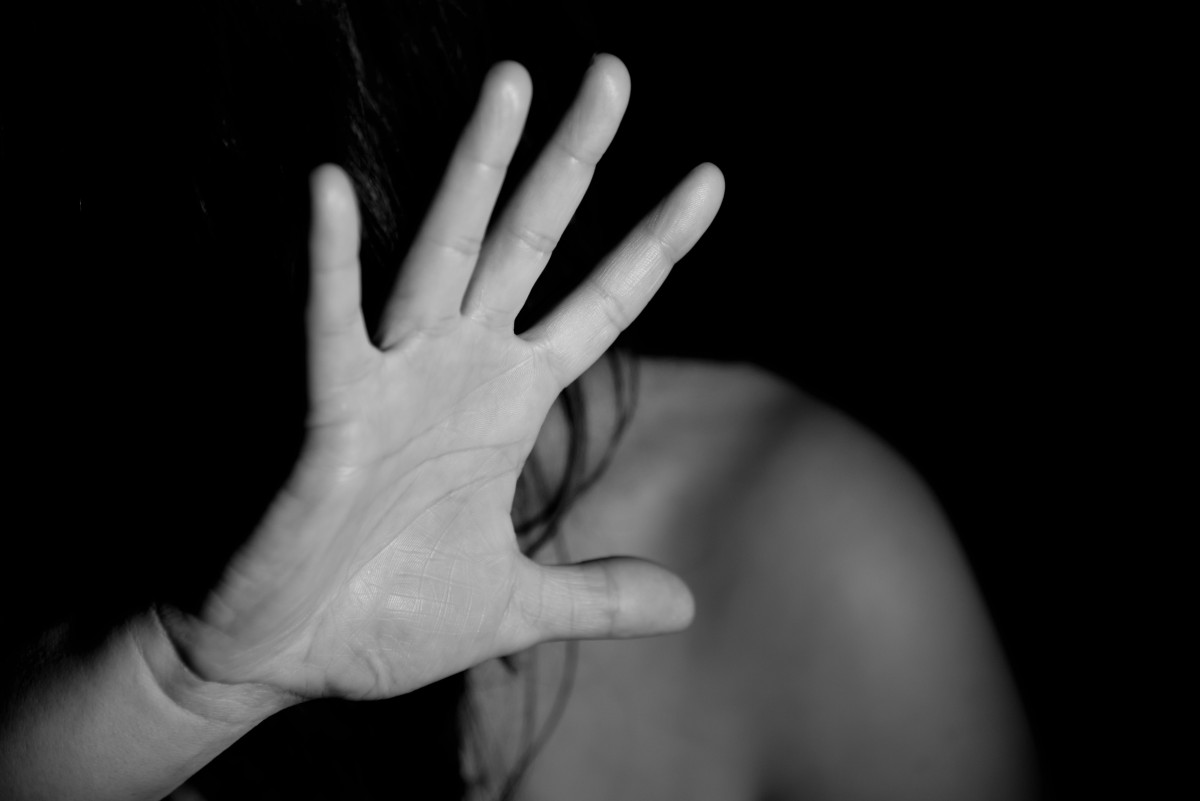
Violencia de género

Abuso económico es una forma de abuso cuando una de las dos partes implicadas en una pareja tiene control sobre la otra en el acceso a los recursos económicos, lo que disminuye la capacidad de la víctima de mantenerse a sí misma y la obliga a depender financieramente del perpetrador.
Está relacionado, o es también conocido como abuso financiero, como el uso ilegal o no autorizado de propiedades, dinero u otros valores de una persona (incluyendo el cambio en la voluntad de una persona para nombrar al abusador como heredero), frecuentemente obtenido de manera fraudulenta poder notarial, seguido por privación de dinero u otras propiedades o por el desalojo de su propia casa. El abuso financiero aplica a la violencia doméstica y el abuso a mayores.
Una distinción clave entre el abuso económico y el financiero es que el abuso económico también incluye el control de las ganancias presentes o futuras de una persona, evitando que obtenga un trabajo o una educación.

## El papel en la violencia doméstica
El abuso económico en una situación doméstica puede incluir:
- Impedir a la víctima la adquisición de recursos, tales como restringir su habilidad para encontrar empleo, mantener o avanzar en sus carreras y adquirir valor
- Impedir a la víctima la obtención de educación
- Limitar la cantidad de recursos a utilizar por la víctima, poniéndola en vigilancia o monitorizando cómo la víctima gasta el dinero
- Gastar el dinero de la víctima sin su consentimiento y creando deuda, o gastar por completo los ahorros de la víctima para limitar sus recursos disponibles
- Explotar los recursos económicos de la víctima[1][2][3]

En su forma extrema (e inusual), esto incluye dar a la víctima una estricta "asignación o sueldo", ocultando dinero y forzando a la víctima a rogar por el dinero hasta que el abusador le entrega algo de dinero. Es común para la víctima recibir menos dinero mientras el abuso continúa. Esto también incluye (pero no está limitado a) evitar que la víctima termine su educación u obtenga empleo, o intencionadamente derrochar o hacer un mal empleo de los recursos comunes

### Un mecanismo de control
El abuso económico es utilizado frecuentemente como un mecanismo de control, formando parte de un patrón de abuso doméstico, que también puede incluir abuso verbal, emocional, físico y sexual. El abuso físico puede incluir amenazas o intentos de asesinar a la víctima. Por las restricciones en el acceso de la víctima a recursos económicos, la víctima tiene limitados recursos para salir de la relación violenta.
Lo siguiente son diferentes maneras de utilizar el abuso económico por parte de los agresores, con otras formas de violencia doméstica:
- Usando la fuerza física, o amenaza de violencia, para conseguir dinero.
- Proveer de dinero por actividad sexual.
- Controlar el acceso al teléfono, automóviles o la habilidad para ir a comprar u otras formas de aislamiento.
- Amenazas de echar a la víctima o hijos de la casa sin soporte económico.
- Explotar la desventaja económica.
- Destruir o tomar recursos de la víctima y/o hijos.
- Echar la culpa a otros, afirmando que las cosas se hacen así porque la víctima no puede manejar el dinero y por eso tiene que hacerlo el agresor, o que el cónyuge instiga formas de abuso económico, como la destrucción de la propiedad.[9]

La victimización ocurre a todos los niveles socioeconómicos y cuando a una víctima se le pregunta por qué permanecen en relaciones abusivas, falta de ingresos es una respuesta común.

### Impactos relacionados con el trabajo
Existen diversas maneras de que el abusador pueda impactar los recursos económicos de la víctima. Tal y como fue mencionado anteriormente, el abusador puede impedir que la víctima trabaje o hacerle muy difícil el mantener un trabajo. También pueden impedir su habilidad para obtener una educación. Llamadas telefónicas frecuentes, visitas sorpresa u otras actividades acosadoras interfieren con rendimiento en el trabajo del cónyuge. En parejas donde el cónyuge es lesbiana, gay, bisexual, transexual el abusador puede amenazar con revelarlo a su empleador.
La asociación estadounidense National Coalition Against Domestic Violence afirma que:
- 25% - 50% de las víctimas de abuso por parte de su cónyuge ha perdido su trabajo a causa de la violencia doméstica.
- 35% - 56% de las víctimas de violencia doméstica sufren acoso en el trabajo por parte de sus parejas[10]

### Impacto de la falta de recursos económicos
Impidiendo que las víctimas tengan acceso a tener dinero, como prohibir a la víctima mantener una cuenta bancaria, él o ella es totalmente dependiente financieramente del abusador para obtener casa, comida, ropa y otras necesidades. En algunos casos el abusador puede no cubrir esas necesidades, incluyendo medicinas y productos de higiene personal. Pueden también limitar su habilidad para abandonar la situación abusiva negándose a pagar soporte para los hijos.
Los abusadores pueden también forzar a su cónyuge para obtener crédito y luego a través de actividades negligentes arruinar su clasificación crediticia y su habilidad para obtener crédito.

### Administrar el abuso económico
Existen diversas maneras de administrar el abuso económico: asegurar que tienes un acceso seguro a importantes documentos personales y financieros, asegurar que tus actividades investigadoras no son fáciles de encontrar y, si crees que vas a abandonar la relación, prepáralo con tiempo.

## El papel en el abuso a mayores
Los ancianos son algunas veces víctimas de abusos financieros por parte de personas dentro de su familia:
- Dinero o propiedades son utilizadas sin su permiso o simplemente tomados
- Su firma es falsificada para transacciones financieras
- Son coaccionados o influenciados para firmar escrituras, voluntades o poderes notariales
- Ser engañados en la creencia de intercambiar dinero por la promesa de un cuidado para una vida más larga[11]

Los miembros de la familia ocupados en el abuso financiero de personas mayores puede incluir cónyuges, hijos o nietos. Pueden comenzar esta actividad porque se sienten justificados, por ejemplo, toman lo que posiblemente hereden después o tengan una sensación de "derecho" debido a una relación personal negativa con la persona mayor. O pueden tomar dinero o propiedades para prevenir que otros miembros de la familia tomen el dinero o por miedo a que su herencia se pierda debido a los costes de tratamientos de enfermedades. Algunas veces, los miembros de la familia toman dinero o propiedades por deudas de juego u otros problemas financieros o por el abuso de drogas.
Se estima que hay unos 5 millones de ciudadanos ancianos en los Estados Unidos sujetos a abusos financieros cada año.

## Legislación

### Estados Unidos
La Ley de Seguridad Económica y Otorgamiento de Poderes de Supervivientes fue introducida por el Congreso 110 de los Estados Unidos, para permitir una mayor libertad económica para las víctimas de violencia doméstica mediante la provisión de beneficios de emergencia de corta duración cuando sea necesario, garantizando el abandono del empleo y compensación de desempleo, y prohibiendo la restricción de seguro social, o la discriminación en el trabajo para víctimas de violencia doméstica.

## Lecturas sobre el tema (inglés)
- Manisha Thakor and Sharon Kedar. (2007). On My Own Two Feet: A Modern Girl’s Guide to Personal Finance. Adams Business. ISBN 1-59869-124-4.
- Manisha Thakor and Sharon Kedar. (2009). Getting Financially Naked: How To Talk Money With Your Honey. Adams Media. ISBN 1-4405-0201-3.

- Datos: Q5333424
- Multimedia: Financial abuse / Q5333424